# Saint-Ouen-sur-Loire
Saint-Ouen-sur-Loire é uma comuna francesa na região administrativa de Borgonha-Franco-Condado, no departamento Nièvre. Estende-se por uma área de 23,9 km². Em 2010 a comuna tinha 567 habitantes (densidade: 23,7 hab./km²).